# Tecmo World Golf
Tecmo World Golf är ett TV-spel av Tecmo som släpptes 22 juni 1996 för Playstation. Spelet innehåller 101 golfbanor från Japan. Spelet gavs ut i både Jewelbox och i Longbox. Longbox versionen är idag det spel till Playstation som är svårast att få tag i begagnat.